# Lacus
En astrogeologia, lacus (plura llacus; abr. LC) és una paraula llatina que significa «llac» que la Unió Astronòmica Internacional (UAI) utilitza per indicar petites planes, generalment més fosques que els territoris circumdants, presents a la superfície lunar, segons un ús manllevat de l’astrònom italià Giovanni Riccioli, qui va dibuixar el primer mapa lunar realitzat mai.
El terme es va estendre més tard també a altres tipus d’objectes: els llacs d’hidrocarburs de Tità descoberts per la sonda Cassini i els dipòsits de nitrogen congelats a Plutó.
També hi ha algunes característiques d’albedo a Mart el nom del qual inclou la paraula lacus: Hyperboreus Lacus, Ismenius Lacus, Moeris Lacus, Niliacus Lacus, Phoenicis Lacus, Sithonius Lacus, Solis Lacus, Tithonius Lacus